# The Last Dance
The Last Dance (Arremesso Final, no Brasil) é uma minissérie-documentário de 10 episódios coproduzida pela ESPN Films e Netflix. Dirigida por Jason Hehir, a série gira em torno da carreira de Michael Jordan, com foco principal na última temporada, na qual uma equipe de filmagem teve acesso total, revelando imagens inéditas dos bastidores do Chicago Bulls. A série mostra entrevistas exclusivas de várias personalidades da NBA, como: o próprio Jordan, Scottie Pippen, Dennis Rodman e Phil Jackson.
A série foi ao ar originalmente nos Estados Unidos pela ESPN entre 19 de abril e 17 de maio de 2020, enquanto internacionalmente os episódios foram disponibilizados pelo Netflix sempre no dia seguinte a exibição na televisão americana. O documentário recebeu críticas positivas da imprensa especializada por sua qualidade na direção e edição. 

## Elenco

### Entrevistas
- Michael Jordan
- Scottie Pippen
- Dennis Rodman
- Phil Jackson
- Toni Kukoc
- Jerry Krause
- Jerry Reinsdorf
- David Stern
- Rod Thorn
- Sidney Moncrief
- Joe Kleine
- Bill Wennington
- Steve Kerr
- Ron Harper
- Barack Obama
- Bill Clinton
- J.A. Adande
- Michael Wilbon
- David Aldridge
- Patrick Ewing
- Larry Bird
- Magic Johnson
- Isiah Thomas
- Charles Barkley
- John Paxson
- Horace Grant
- Jud Buechler
- John Salley
- Carmen Electra
- Scott Burrell
- B. J. Armstrong
- Will Perdue
- Kobe Bryant
- James Worthy
- Justin Timberlake
- Jerry Seinfeld
- Nas
- Roy Williams
- Doug Collins
- Sam Smith (jornalista)
- Deloris Jordan
- Glen Rice
- Reggie Miller
- Joe O'Neil
- Gary Payton
- Todd Boyd
- Ahmad Rashad
- Tim Halland
- Melissa Isaacson
- Pat Riley
- Karl Malone
- Adam Silver
- Bob Costas